# Стівен Ранджеловік
Стівен Ранджеловік (англ. Steven Randjelovic; нар. 21 квітня 1975) — колишній австралійський тенісист.
Найвищу одиночну позицію світового рейтингу — 205 місце досяг 18 травня 1998, парну — 163 місце — 25 жовтня 1999 року.

## Титули на челленджерах

### Одиночний розряд: (1)
| Ранг | Рік  | Турнір             | Покриття | Суперник     | Рахунок       |
| ---- | ---- | ------------------ | -------- | ------------ | ------------- |
| 1.   | 1997 | Будапешт, Угорщина | Ґрунт    | Кіно Муньйос | 4–6, 6–3, 6–0 |

### Парний розряд: (3)
| Ранг | Рік  | Турнір                     | Покриття | Партнер         | Суперники                   | Рахунок            |
| ---- | ---- | -------------------------- | -------- | --------------- | --------------------------- | ------------------ |
| 1.   | 1999 | Остенде, Бельгія           | Ґрунт    | Маркос Ондруска | Ксав'є Малісс Вім Нефс      | 6–2, 6–4           |
| 2.   | 1999 | Скоп'є, Північна Македонія | Ґрунт    | Гергей Кішдєрдь | Федеріко Бровне Ловро Зовко | 6–1, 5–7, 7–6(8–6) |
| 3.   | 2001 | Лугано, Швейцарія          | Ґрунт    | Аттіла Шавольт  | Боббі Алтелар Шон Рудман    | 6–2, 7–6(7–4)      |